# Andrés Pelussi
Andrés Ricardo Pelussi (14 de octubre de 1977, Suardi, provincia de Santa Fe, Argentina) es un ex baloncestista argentino. Mide 1,98 y jugaba en la posición de ala-pivote. Llegó a formar parte de la selección nacional de Argentina.

## Trayectoria
Se inició en el club Sportivo Suardi de su ciudad natal, destacándose en fútbol y baloncesto. Como se inclinó por el segundo, se probó en Atenas, donde recaló siendo aún adolescente. Debutó en la Liga Nacional de Básquet de Argentina en la temporada 1995-96. Su primer partido lo disputó el 5 de mayo de 1996, cuando Atenas derrotó a Regatas por 109-93 por los cuartos de final de la Liga.
En 1998 fue traspasado al Pico Football Club (General Pico), donde jugó una sola temporada para retornar al año siguiente a Atenas. Fue convocado a la Selección Nacional. Debutó en el Sudamericano de Valdivia, en 2001, consagrándose campeón con el representativo de Argentina. En 2003 comenzó su novena Liga en Atenas, pero emigró al Virtus Bologna de Italia. En su segunda temporada consiguió el ascenso a la Serie A.
En 2006 retornó a Argentina para jugar en la LNB para Libertad. El 28 de septiembre de 2010 sufrió nuevamente la rotura del tendón de Aquiles de la pierna derecha en el partido en que su equipo, Libertad de Sunchales venció a Obras Sanitarias por los cuartos de final de la Copa Argentina. Pelussi ya había sufrido una lesión en la temporada 2008-2009 cuando se fracturó la mano que lo dejó afuera de los playoffs.

## Clubes
- 1995-1996: Atenas (Córdoba) -  Argentina
- 1996-1997: Atenas (Córdoba) -  Argentina
- 1997-1998: Atenas (Córdoba) -  Argentina
- 1998-1999: Pico F.C. (General Pico) -  Argentina
- 1999-2000: Atenas (Córdoba) -  Argentina
- 2000-2001: Atenas (Córdoba) -  Argentina
- 2001-2002: Atenas (Córdoba) -  Argentina
- 2002-2003: Atenas (Córdoba) -  Argentina
- 2003-2004: Atenas (Córdoba) -  Argentina
- 2003-2004: Carisbo Castelmaggiore -  Italia
- 2004-2005: Caffé Maxim Bologna -  Italia
- 2005-2006: VidiVici Bologna -  Italia
- 2006-2007: Libertad de Sunchales -  Argentina
- 2007-2008: Libertad de Sunchales -  Argentina
- 2008-2009: Libertad de Sunchales -  Argentina
- 2009-2010: Libertad de Sunchales -  Argentina